# Mozambique op de Olympische Zomerspelen 1984
Mozambique nam deel aan de Olympische Zomerspelen 1984 in Los Angeles, Verenigde Staten. Het was de tweede deelname van het land. De selectie bestond uit negen atleten, actief in twee verschillende sporten. Atleet Daniel Firmino droeg de Mozambikaanse vlag tijdens de openings- en sluitingsceremonie. 

## Deelnemers en resultaten
(m) = mannen, (v) = vrouwen 

### Atletiek
| Olympiër                                                      | Discipline      | Resultaat | Prestatie                                          |
| ------------------------------------------------------------- | --------------- | --------- | -------------------------------------------------- |
| Vicente Daniel                                                | 100m (m)        | 55e       | serie 1: 6de in 10,81                              |
| Henrique Ferreira                                             | 200m (m)        | 51e       | serie 7: 5de in 21,87                              |
| Leonardo Lolorte                                              | 400m (m)        | 42e       | serie 8: 4de in 47,07                              |
| André Titos                                                   | 800m (m)        | 47e       | serie 1: 6de in 1.51,73                            |
| Domingos Mendes                                               | 400m horden (m) | 42e       | serie 4: 8ste in 54,52                             |
| Leonardo Loforte Pedro Gonçalvo André Titos Henrique Ferreira | 4x400m (m)      | 18e       | serie 1: 6de in 3.08,95 (NR)                       |
|                                                               |                 |           |                                                    |
| Binta Jambane                                                 | 100m (v)        | 30e       | serie 2: 5de in 12,55 kwartfinale 1: 8ste in 12,57 |
| Binta Jambane                                                 | 200m (v)        | 33e       | serie 5: 6de in 25,14                              |

### Zwemmen
| Olympiër           | Discipline          | Resultaat | Prestatie                |
| ------------------ | ------------------- | --------- | ------------------------ |
| Domingos Chivavele | 100m vrije slag (m) | 65e       | serie 6: 8ste in 1.01,38 |
| Pedro Cruz         | 100m rugslag (m)    | 42e       | serie 5: 7de in 1.10,86  |
| Pedro Cruz         | 200m wisselslag (m) | 42e       | serie 5: 7de in 2.35,99  |

Algerije · Amerikaanse Maagdeneilanden · Andorra · Antigua en Barbuda · Argentinië · Australië · Bahama’s · Bahrein · Bangladesh · Barbados · België · Belize · Benin · Bermuda · Bhutan · Birma · Bolivia · Bondsrepubliek Duitsland · Botswana · Brazilië · Britse Maagdeneilanden · Canada · Centraal-Afrikaanse Republiek · Chili · China · Chinees Taipei · Colombia · Congo-Brazzaville · Costa Rica · Cyprus · Denemarken · Djibouti · Dominicaanse Republiek · Ecuador · Egypte · El Salvador · Equatoriaal-Guinea · Fiji · Filipijnen · Finland · Frankrijk · Gabon · Gambia · Ghana · Grenada · Griekenland · Groot-Brittannië · Guatemala · Guinee · Guyana · Haïti · Honduras · Hongkong · Ierland · IJsland · India · Indonesië · Irak · Israël · Italië · Ivoorkust · Jamaica · Japan · Joegoslavië · Jordanië · Kaaimaneilanden · Kameroen · Kenia · Koeweit · Lesotho · Libanon · Liberia · Liechtenstein · Luxemburg · Madagaskar · Malawi · Maleisië · Mali · Malta · Marokko · Mauritanië · Mauritius · Mexico · Monaco · Mozambique · Nederland · Nederlandse Antillen · Nepal · Nicaragua · Nieuw-Zeeland · Niger · Nigeria · Noord-Jemen · Noorwegen · Oeganda · Oman · Oostenrijk · Pakistan · Panama · Papoea-Nieuw-Guinea · Paraguay · Peru · Portugal · Puerto Rico · Qatar · Roemenië · Rwanda · Salomonseilanden · Samoa · San Marino · Saoedi-Arabië · Senegal · Seychellen · Sierra Leone · Singapore · Soedan · Somalië · Spanje · Sri Lanka · Suriname · Swaziland · Syrië · Tanzania · Thailand · Togo · Tonga · Trinidad en Tobago · Tsjaad · Tunesië · Turkije · Uruguay · Venezuela · Verenigde Arabische Emiraten · Verenigde Staten · Zaïre · Zambia · Zimbabwe · Zuid-Korea · Zweden · Zwitserland